# HMS Undaunted (R53)
«Андонтед» (англ. HMS Undaunted (R53) — військовий корабель, ескадрений міноносець типу «U» Королівського військово-морського флоту Великої Британії часів Другої світової та Холодної воєн.
Ескадрений міноносець «Андонтед» закладений 8 вересня 1942 року на верфі компанії Cammell Laird у Беркенгеді. 19 липня 1943 року він був спущений на воду, а 3 березня 1944 року увійшов до складу Королівських ВМС Великої Британії. Есмінець брав участь у бойових діях на морі в Другій світовій війні, бився у Північній Атлантиці біля берегів Франції, Англії та Норвегії, забезпечував висадку союзників у Нормандії, діяв на Середземному морі, на Тихому океані. За проявлену мужність та стійкість у боях бойовий корабель заохочений двома бойовими відзнаками.

## Бойовий шлях

### 1944
30 березня 1944 року есмінець увійшов до складу сил, що готувались до проведення операції «Тангстен» — атаці палубною авіацією королівського військово-морського флоту Великої Британії німецького лінкора «Тірпіц», здійснена 3 квітня 1944 року. Британське командування побоювалося, що цей єдиний лінкор, що лишився у німців і переховувався в Алта-фіорді, після ремонту знову стане загрозою стратегічно важливим арктичним конвоям, які доставляли вантажі до Радянського Союзу. Знищення лінкора дозволило б звільнити кілька важких бойових кораблів, що дислокувалися у Північному морі для протидії «Тірпіцу». 3 квітня літаки з п'яти авіаносців завдали удару по «Тірпіцу». Британські льотчики на 42 пікіруючих бомбардувальниках Fairey Barracuda у супроводі 80 винищувачів зустріли серйозний опір німців. Й хоча п'ятнадцять авіабомб вразили ціль, німецькому лінійному кораблю не були завдані суттєвих збитків. Через два місяці він знову увійшов до строю. Втрати британців склали чотири літаки, дев'ять льотчиків загинули.
«Андонтед» разом з іншими кораблями залучався до забезпечення операції «Нептун» і діяв з групою «G» прикриття плацдарму «Сорд». 7 червня (D-Day + 1) на борт мінного загороджувача «Аполло» здійснили посадку Верховний головнокомандувач союзників генерал Дуайта Д. Ейзенхауер, командувач військово-морськими силами адмірал Бертрам Рамсей, генерал Бернард Лоу Монтгомері та офіцери штабу SHAEF, для проведення рекогносцировки зони висадки союзних військ у Нормандії. На жаль, під час руху мінний загороджувач налетів на мілину, пошкодив свої гвинти, тому його пасажирів перевели до есмінця «Андонтед».
Після завершення Нормандської операції есмінець «Андонтед» визначили для подальшої служби на Тихий океан. У вересні-жовтні 1944 року корабель проходив плановий ремонт у доках Англії. 22 листопада, після здійснення переходу, прибув до Тринкомалі, де увійшов до складу сил британського тихоокеанського флоту.
20 грудня 1944 року британська оперативна група діяла в рамках операції «Робсон», завдавши повітряних ударів по комплексу нафтоочисних споруд у Пангкалан Брандант на Суматрі.

### 1945
4 січня 1945 року 63-тя об'єднана оперативна група британського флоту завдала потужного удару по нафтопереробній інфраструктурі у Пангкаланзі на Суматрі, де хазяйнували японські окупанти.
24 січня 1945 року британці провели черговий наліт у ході операції «Меридіан» на об'єкти нафтової промисловості в Палембанг.